# H&K HK417
H&K HK417（Heckler-und-koch HK417）は、ドイツのヘッケラー&コッホ社が開発した、7.62x51mm弾を使用する自動小銃である。

## 概要
イラクやアフガニスタンにおいて、対テロリズム戦などでの7.62mmライフルの有用性が再評価されたことを受けて、H&K社が5.56x45mm NATO弾を使用するHK416（HKM4）の口径拡大型として開発したものである。
半自動射撃機能のみとした民間向け型、MR308（MR762）も開発・販売されており、それを元にした狙撃銃、「H&K G28 DMR/DMR762」も開発されている。
ドイツのH&K本社で生産されている他、H&Kのアメリカ現地法人であるH&K Defence USA社によっても生産されており、同社が生産、納入/販売しているものにはHK417Dの名称が付けられている。

## 特徴
HK416の使用弾薬を7.62x51mm弾に拡大したものとして、弾薬の変更に応せて各所を改設計したもので、ショートストロークピストン式の作動機構、ピカティニー・レールシステムを装備したアッパーレシーバーとハンドガード、といった特徴は同様である。使用弾薬の大口径化に合わせてレシーバーを始めとした各部が拡大されている他、リコイルバッファーが強化されており、増大した発射反動に対処している。
冷間鍛造技術の採用によって長寿命化された銃身や、保守性、耐塵性の高い内部構造、泥水に漬けた直後でも正常に動作するといった高い性能も保持されており、H&KではHK416と同等の10,000-15,000発までパーツの破損や交換を必要としない耐久性を保証している。
銃身長は12、16、20インチが用意されており、CQBから狙撃まで対応可能で、ハンドガードは標準で9インチ（228.6mm）長、銃身に接触しない“フリーフローティング式（無接触式）”の取付構造となっている。上下左右4面にNATO規格STANAG4694またはSTANAG2324及びMIL規格MIL-STD1913に適合するレールを装備した“FFRS（Free Floating Rail System）”となっている。銃身とハンドガードは、基部にある2本のねじのみで固定されているため、個人レベルの作業で交換可能である。また、このハンドガードの固定用ねじが一つから二つに増やされているのが、HK416との識別点の一つでもある。弾倉は同社のG36同様に、半透明プラスチック製の弾丸が見えるタイプが用いられており、後にHK416にも同様のものが使われるまでは、本銃の大きな特徴（及び、HK416との識別点）であった。
HK416同様に装着して用いることのできるオプションも充実しており、AG-C/GLMアドオン式擲弾発射器も装着できる。また、H&K HK21用の50連発ドラム弾倉の使用も可能で、その場合には軽機関銃もしくは分隊支援火器としての運用も可能である。
なお、アメリカ軍への採用が「アメリカの国産品ではない」という点から阻害されることと、武器の輸出入に関する国際的規制の手続きが販路拡大の障害になることから、H&K社はアメリカ政府及びアメリカ国内に納入・販売するものについてはアメリカでの現地生産を行う方針に切り替え、2007年に銃器部品の製造会社であるウィルコックス・インダストリーズ（wilcoX industries）と提携、HK417のアメリカ市場向け民間モデルであるMR762より国内生産を開始し、アメリカ現地法人の販売モデルであるHK417Dについても2011年前後の生産分からは順次国内生産に切り替えられている。

## 運用
HK417はドイツ連邦軍など十数カ国に、軍隊や警察組織の特殊部隊が用いる自動小銃もしくは選抜射手ライフル（マークスマンライフル）として採用されている。
H&K社によって5.56mm型であるHK416と共にアメリカ軍を始めとしたAR-10/15系列の自動火器を装備する軍隊や法執行機関に積極的な売り込みが行われた。特に、21世紀に入ると中東地域にアメリカ軍およびNATO軍が展開して戦闘を行った結果、5.56mm口径のアサルトライフルに対して遠距離での射撃性能や威力に勝る7.62mmライフルの有用性が再評価されたこともあり、「マークスマンライフル」としての採用に大きな期待が賭けられていた。
しかし、世界の軍隊において“7.62mm弾を使用する自動小銃”（いわゆる「バトルライフル」）は1世代前の制式採用品が予備兵器として大量に保管されていることが多く、マークスマンライフルとしてもそれらを改装したものが多く使われており、高性能とはいえ高価な新型を大量に導入する予算的な余裕や積極的な動機がない、という現状もあり、使用国そのものは多いものの、軍の制式装備として全面的に採用された例は少ない。開発段階からトライアルに参加していたアメリカ軍においても、マークスマンライフルとして使用されているのは従来から用いられていたM14を近代化改装したM14 DMR、M39 EMR、Mk14 EBR等であり、HK417は正式には採用されなかった。
HK417は自動小銃としては高精度な射撃性能を持つものの、同じ7.62mm弾を使用する「狙撃銃」としては専門に開発されたものには一段劣っており、ドイツ連邦軍においても、H&K G3自動小銃の狙撃銃型（H&K G3A3ZF及びH&K G3SG/1）の後継選定計画において、二脚を備えて狙撃照準眼鏡を搭載し狙撃銃仕様とした「G27」がG3の狙撃型に比べて携行性・操作性に優れると評価されたものの、遠距離射撃時における精度が不足しているとの判断が下され、不採用となっている。アメリカ軍による性能評価でも、同じAR-10自動小銃の系列であるSR-25に対し、射撃精度で劣るとの評価であった。
上記のような問題はあったものの、HK417自体の自動小銃としての評価そのものは高く、限定的ではあっても使用国は徐々に増加しており、2015年にはドイツ連邦軍により「G27P」の制式番号が与えられている。民間型をベースとして開発されたマークスマンライフルである「G28（DMR762）」は2011年にドイツ連邦軍に採用されたのを始め、2016年にはアメリカ陸軍がM110狙撃銃の更新を図るために2012年より開始したCSASS（Compact Semi-Automatic Sniper System：コンパクト半自動狙撃銃システム）計画の採用試験に参加するためにハンドガード他の仕様を変更したG28Eが開発され、選考の結果、2016年4月1日、採用が決定し最大3,643 挺の導入が決定した。H&K社ではアメリカ陸軍の要求に応じて各部に改良を加えてゆく予定で、最終的にはM110A1として制式採用される予定である。この他にも数カ国の軍事・警察組織で評価試験が進められている。
セミオートのみとした民間向けモデル、「MR308」及び「MR762」は、当初は「高価である」「操作系が左右両用に対応していない」といった評価がなされたものの、「7.62mm弾を使用する自動小銃」としては最新の技術で作られた製品であることから、知名度の向上と共に特に北米市場での人気が高まり、H&K社では上記の点を改良したモデルを開発し、販路の拡大に務めている。

### 日本における運用
日本においても、陸上自衛隊補給統制本部の2014年（平成26年）の公募情報に「技術援助」の名目で記載されており、これは以前「中央調達に係わる公告」に記載されていた「小火器（試験用）（HK型）」と同一のものだと推定される。

## 各型及び派生型

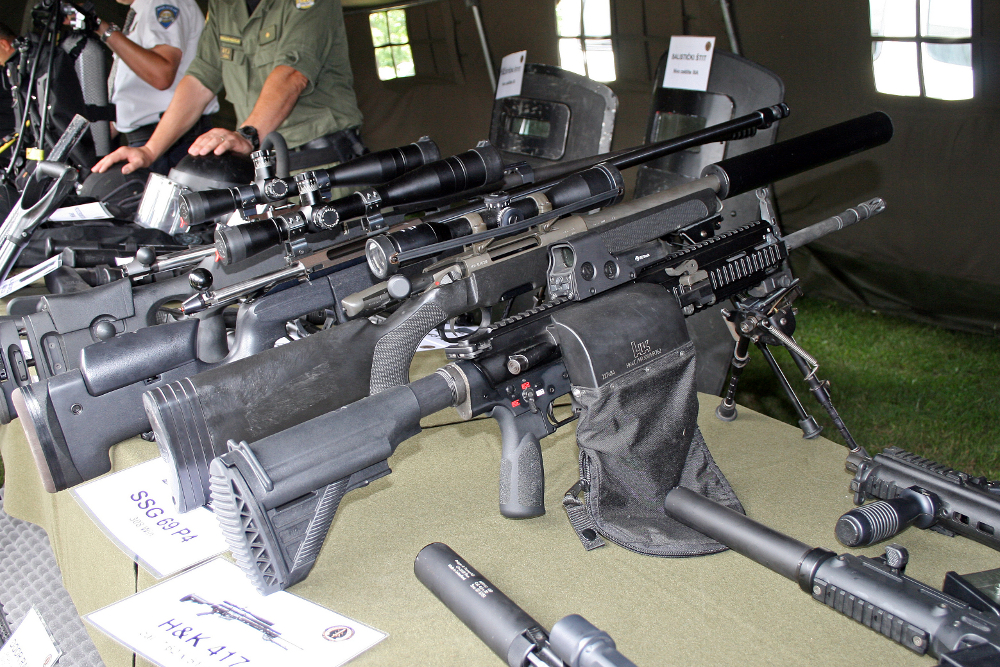
H&K HK417 12インチバレルモデル
（一番手前のもの）

HK417（試作型）
HK416の口径拡大型として2004年に開発されたモデル。ボルトのホールドオープン機能がなく、弾倉にG3小銃用のものを流用しており、弾倉装着部（マガジンハウジング）の傾斜角度が大きく、マガジンキャッチの操作レバーがG3と同じく弾倉の後方にあることが生産型とは異なる。
- 一次試作型のマガジンハウジングを切り欠いて二次試作型の新型弾倉に対応させたものも存在している。

HK417（二次試作型）
二次試作型。ボルトホールドオープン機能が追加された。弾倉が合成樹脂製の半透明型となり、マガジンハウジング及びマガジンキャッチもHK416に準じたものとなった。

HK417（先行量産/初期生産型）
二次試作型の試験結果を受けて2005年より生産されたモデル。
ロアレシーバー右面の刻印は「Heckler & Koch GmbH｜Made in Germany」。
- 12" 'Assaulter
カービンモデル。12インチ（304.8 mm）銃身を装備。競技用の高精度銃身を装備するモデルも用意された。
- 16" 'Recce'/'Recon”
アサルトライフルもしくはバトルライフルモデル。16インチ（406.4 mm）銃身を装備。-12"と同じく、競技用の高精度銃身を装備するモデルも用意されている。
- 20" 'Sniper'20インチ（508 mm）競技用高精度銃身を装備するフルサイズライフル、または狙撃銃モデル。ハンドガードは13インチ（330.2mm）長のロングタイプが標準装備となっている。
HK417（後期生産型）
銃身長のバリエーションが16インチ（406 mm）から16.5インチ（419.1 mm）となった。
セレクターレバーとチャージングハンドルロックボタンの仕様がアンビ（左右両用）タイプに統一されている。
- 資料によっては「HK417A1」の名称で記載されている。

HK417D
公的機関向けモデル。「D」は“Defense”の略。
HK417のうち、H&K社のアメリカ現地子会社であるHeckler and Koch Defense USA社の製品として生産、販売・納入されているものに付けられている名称。レシーバー左側面の刻印が「HK417D」となっている他はHK417と同一である。
ロアレシーバー右面の刻印は「Heckler & Koch GmbH｜Made in Germany｜Heckler & Koch｜Defense Inc.｜Sterling VA」（2008年まで）及び「Heckler & Koch GmbH｜Made in Germany｜Heckler & Koch｜Defence Inc.｜Ashburn VA」（2008年より）。
- H&K Defense USA社が生産したものは「Heckler & Koch GmbH|Made in Germany」の部分が省かれており、刻印は「Heckler & Koch｜Defence Inc.｜Ashburn VA」のみとなっている。

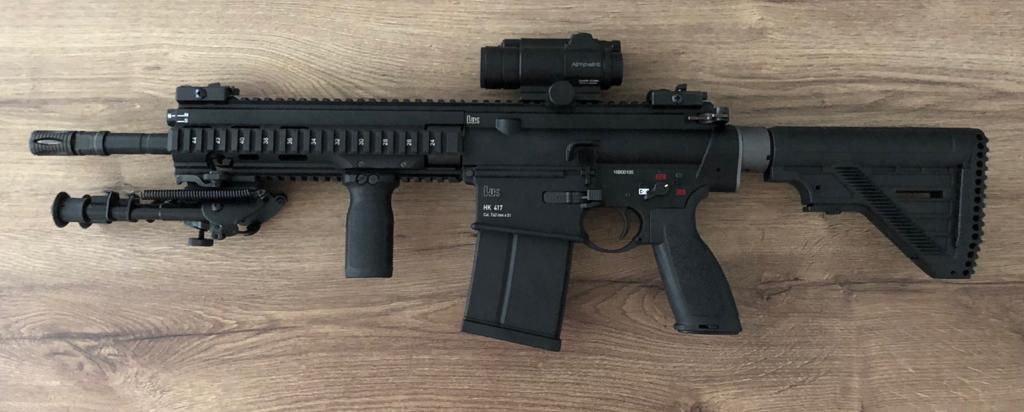
HK417A2
2013年よりラインナップされている改良型。G28 DMRの開発にあたって採り入れられた点が反映されているモデル。
銃身、及びガスポートの結合の精度を向上させた他、規制子（ガスレギュレーター）の切り替えノブの位置が左側面からガスブロック先端部に変更されている。規制子の位置変更に伴い、フロントサイトは銃身に装着するサイトベースに装備される折畳式サイトもしくはハンドガード上部レイルに装着する方式のフリップアップサイトに変更となった。
ロアレシーバーはセレクターに加えてボルトリリースとマガジンキャッチがアンビタイプとなり、ボルトキャッチはボタンが大型のものとなり、周囲にL字型のガードが追加されている。トリガーガードは手袋を填めていても引き金を引きやすいように下方に湾曲した形状となった。ハンドガードの固定用ねじは独自規格のものから一般的なものに変更された。ストックは上部左右の張り出しがない“SlimLine Type”と呼ばれるものが標準となっている。本体色のバリエーションにはタンカラーが追加されている。
2015年からは側面部分をHKeyと呼ばれるモジュラーレイルシステム対応とした新型の軽量ハンドガードが装着されたものが銃器見本市に出品・展示されている。
- 13"
カービンモデル。13インチ（330 mm）銃身を装備。
- 16.5"
アサルトライフルもしくはバトルライフルモデル。16.5インチ（419.1 mm）銃身を装備。
- 20"
フルサイズライフルモデル。20インチ（508 mm）銃身装備。ハンドガードにはG28E2 DMRと同じ超ロングタイプ（16インチ長）のものが用意されている。
- -A2型からは銃身長毎に「- @@"」（@@には銃身長のインチ数が入る）のサブタイプ名称が付けられるのみとなり、”Assaulter”等の名称は用いられなくなった。

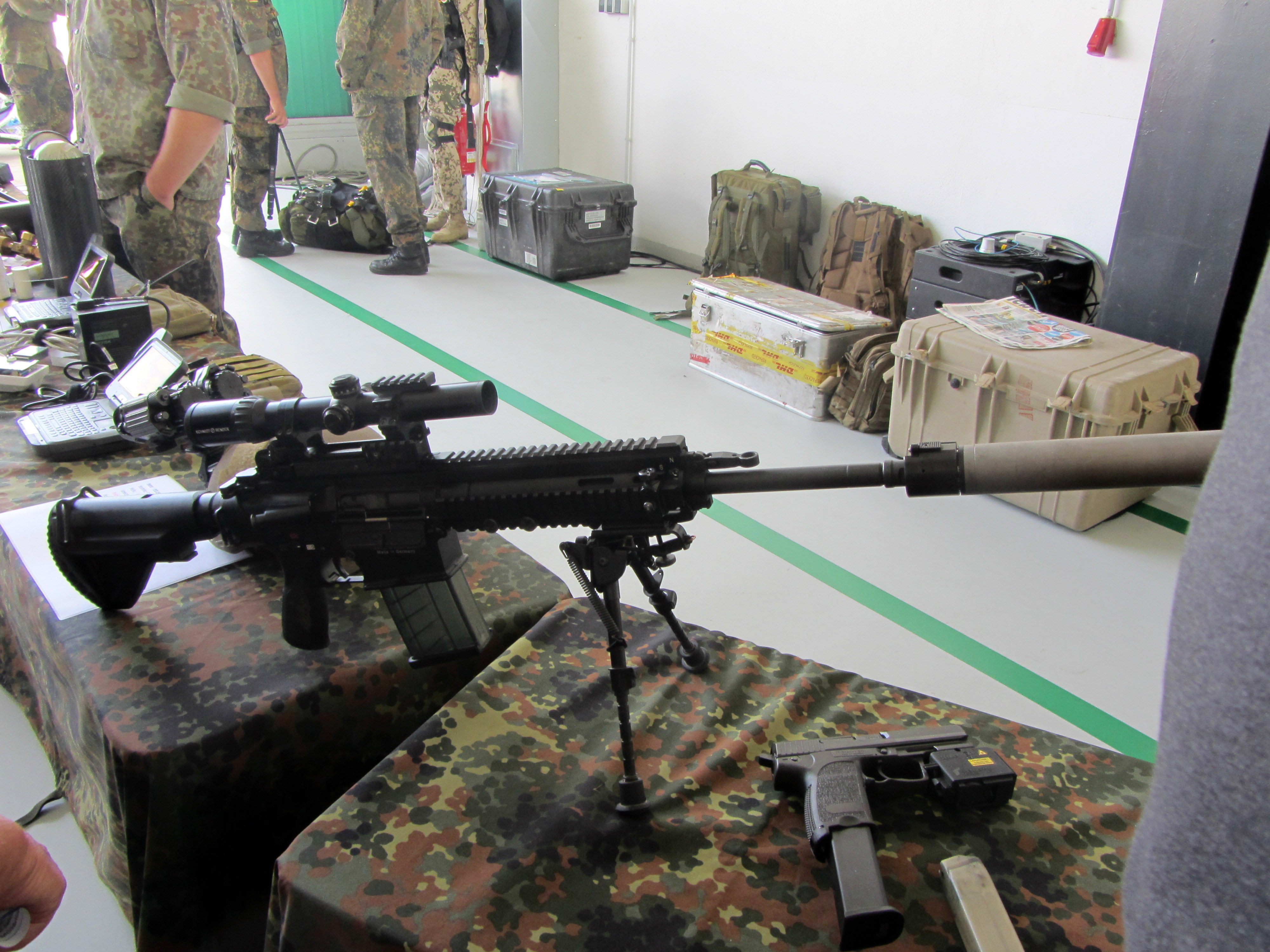
G27P
望遠照準器と二脚を装着し、銃口装着型サプレッサーを装備したマークスマンライフル仕様

G27P
ドイツ連邦軍がアフガニスタン派遣部隊で発生したH&K G36の信頼性問題に対処するため、それまでは試験運用の扱いであったHK417を改めて制式に導入したもの。アフガニスタンに派遣されている部隊の使用するG36の暫定更新用として600丁が発注され、2015年中に60丁が納入された。
“P”は「Patrouille」（ドイツ語で“斥候”の意）の略号で、16.5インチ銃身型がマークスマン・ライフルとして運用されている。
- なお、2015年現在「G27P」として公表されているものは、ロアレシーバーがアンビタイプではなく、ハンドガードも4面ピカティニーレイルのもので、HK417A2以前のモデルである。

### MR308/MR762

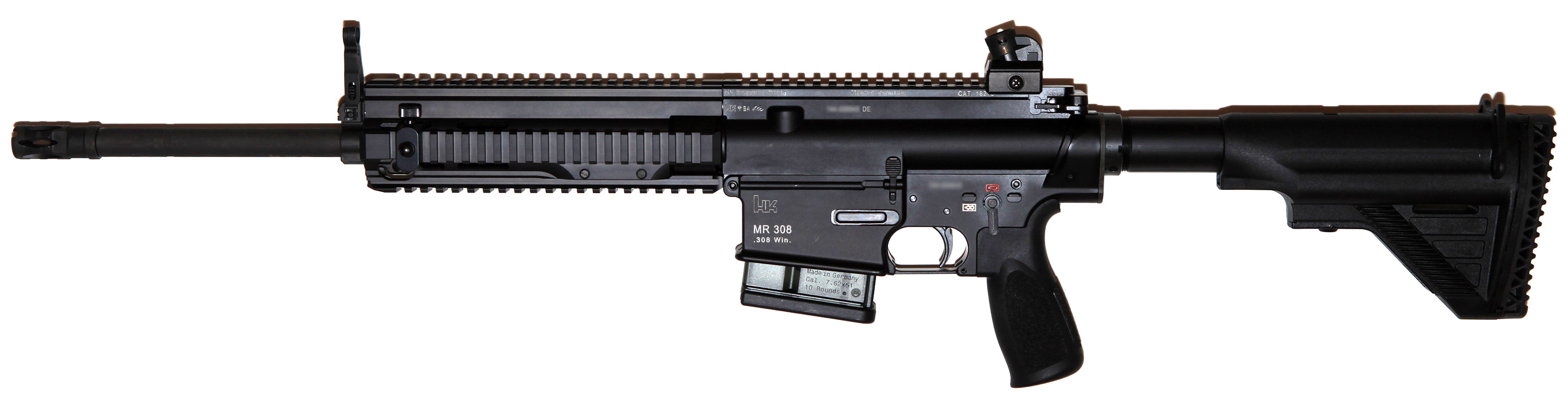
H&K MR308
（10連型弾倉装着時）

2008年に発表・発売された、セミオートのみとしガスブロックに規制子（ガスレギュレーター）が装備されていない民間市場向け型。MR308はヨーロッパ市場向けモデル、MR762はH&Kのアメリカ現地法人であるH&K Defence USA社によって生産・販売されているアメリカ市場向けモデルの名称である。
銃身長は当初16インチ（406.4 mm）モデルのみであったが、後に20インチ（508 mm）の「-20"」モデルもラインナップに加えられ、初期生産型以降は16インチモデルの銃身長は16.5インチ（419.1mm）に変更されている。ハンドガードは9インチ（228.6 mm）長と13インチ（330.2 mm）の2種類が用意されている。弾倉は最大10発装弾と20発装弾のボックスタイプが用意されている。
基本的には民間市場向けの製品だが、フルオート機能を必要としない、もしくはフルオート機能を持つ火器の装備に制約のある警察や法執行機関にも採用されている。なお、HK416の民間型でアッパーレシーバーがAR-15系列と完全互換となったMR556A1と異なり、MR762/308シリーズはロアレシーバーをAR-10やHK417と交換してフルオートモデルとすることはできないように設計されている。

MR308（MR762）
最初に発売されたモデル。16インチ（406.4 mm）銃身を装備。
ロアレシーバー右面の刻印はMR762が「Heckler & Koch Inc.|Colombus GA」、MR308が「Heckler & Koch GmbH|Made in Germany」。
DMR762
MR308を基に開発されたG28 DMRの試作型。銃身には競技用の高精度なものが使われている。G28の採用後は法執行機関向けの狙撃銃として提案され、後述のMR762A1 L.R.Pに発展した。
- MR308/762にH&K純正のオプションパーツを組み合わせてG28様の外観としたものを個人で製作するユーザーもおり、同様のものがMR308/762のカスタムモデルとしても販売されている。これらは「MR308-28」「MR308"G28 Look"」などの商品名で販売されている。

MR762A1（MR308A1）
2011年に発表された、銃身長が16インチ（406 mm）から16.5インチ（419.1 mm）となったモデル。フロントサイトはハンドガード前部上端に装備する固定式サイトが標準仕様となった。ハンドガードの固定用ねじは独自規格から一般規格に変更されている。2016年の生産分からはハンドガードはKeyMod式レイルシステム対応とした14.7インチ長の新型（後述のMR762A1 L.R.PやMR762A1-SDと同様のもの）に変更されており、グリップもH&K社純正のものに変更されている。
ロアレシーバー右面の刻印はMR762A1が「Heckler & Koch Inc.|Colombus GA」、MR308A1が「Heckler & Koch GmbH|Made in Germany」、もしくは無刻印である。
- 2012年1月には公式な製品名称はアメリカ市場での製品名である「MR762A1」に統一されている。

MR308A2
銃口にフラッシュハイダーがなく、サプレッサーやハイダーを装着するためのネジが切られていないストレートマズルモデル。ドイツの新たな銃規制に対応するためのモデルとして発表されたが、実際には発売されなかった。
MR308A3
ロアレシーバー等の仕様をHK417A2に準拠した最新モデル。ただし、ガスレギュレーターは備えられていない。セレクター他の操作系が完全なアンビタイプとなり、ボルトキャッチのボタンが大型化され周囲にL字型のガードが追加されている。また、トリガーガードが大型のものになった。本体色にはタンカラーが追加されている。
2014年からは側面部分をHKey対応とした新型の軽量ハンドガードが装着されたものが銃器見本市に出品・展示されるようになり、2016年の製造分からはこの新型ハンドガードがオプションに加わった。
ロアレシーバー右面の刻印は「Heckler & Koch GmbH|Made in Germany」、もしくは無刻印である。
- 16.5"
コンパクト(短銃身)モデル。16.5インチ（419.1 mm）銃身を装備。
- 20"
フルサイズ(長銃身)モデル。20インチ（508 mm）銃身装備。ハンドガードにはG28E2 DMRと同じ超ロングタイプ（16インチ長）のものが用意されている。
- なお、MR762A2及びMR762A3という名称の製品は2014年現在は公式には発表も発売もされていない。

MR762A1 L.R.P（Long Rifle Package）
2013年から発売された、MR762A1-16.5"の外観をDMR762様としたモデル。
銃身を高精度銃身とし、ファルコン・インダストリーズ（Falcon Industries）製エルゴノミクスグリップを装着したモデル。外観はG28の軽量型モデル（G28E3）に酷似しているが、本体色は黒色となり、銃床と銃把、及びハンドガードのレイルカバーのみがタンカラーとなっている。Leupold 3-9VX-R Patrol 3〜9倍率可変40mmライフルスコープとハリス製折畳式二脚、10連及び20連弾倉が標準で付属する他、ブルーフォースギア（Blue Force Gear）社製スリング、Otis Technology社製クリーニングキットが付属し、これらがペリカン（PELICAN CASE）社製のmodel 1720ガンケースに収められたセットパッケージとして販売されている。
ロアレシーバー右面の刻印は「Heckler & Koch Inc.|Colombus GA」。
- 2015年の生産分からはハンドガードはModular Rail System (MRS)対応の14.7インチ長のものに、グリップはH&K社純正のものに変更され、製品名も「MR762A1 Long Rifle Package II」となった。

H&K社では、民間市場向けの他に、軍事組織や法執行機関に対してG28に準じた狙撃銃としても提案している。

MR762A1-SD
2014年に発表された、MRS対応の14.7インチ長ハンドガードとOSS（Operators Suppressor Systems）社製モジュラー式サプレッサーを備えたモデル。
ロアレシーバー右面の刻印は「Heckler & Koch Inc.|Colombus GA」。

### 派生型
G27
ドイツ連邦軍向けにG3A3ZFの後継として開発されたマークスマン・ライフル。狙撃照準眼鏡と二脚、フォアグリップを標準で装備する。遠距離射撃性能が不十分として採用されなかった。
- なお、「HK417のドイツ連邦軍における制式番号は「G27」である」と解説されていることがあるが、上述のように2015年にHK417が「G27P」として正式に導入されるまでは、“G27”の制式番号は狙撃型のみに付けられた仮制式名称で、HK417そのものを指す包括的な制式番号とはされていないものであった。

G28 DMR
G27の不採用を受けて開発されたマークスマンライフル。ドイツ連邦軍が採用している。輸出仕様のG28Eはアメリカ陸軍に採用され、幾つかの仕様変更の後“M110A1”として制式採用される予定である。

### その他
MKEK MPT-76 Mehmetcik-2（トルコ語: MKEK MPT-76 Mehmetçik-2）
トルコのMKE（トルコ語: Makina ve Kimya Endüstrisi Kurumu：「機械及び化学工業株式会社」の意）社がHK416のライセンス生産の経験を基に開発した自動小銃。HK417に類似しているが、MKE社ではHK416/417の設計を参考にしたものの機構は自社の新規開発であるとしており、HK417と部品の共通性はない。

## 性能
| 型式名   | HK417                        | HK417                        | HK417                        | HK417                        |
| -------- | ---------------------------- | ---------------------------- | ---------------------------- | ---------------------------- |
| 使用弾薬 | 7.62x51mm NATO弾             | 7.62x51mm NATO弾             | 7.62x51mm NATO弾             | 7.62x51mm NATO弾             |
| 銃身長   | 12" (305mm)                  | 16" (406mm)                  | 16.5" (419mm)                | 20" (508mm)                  |
| 施条     | 4条右転, 1:11インチ          | 4条右転, 1:11インチ          | 4条右転, 1:11インチ          | 4条右転, 1:11インチ          |
| 作動機構 | ショートストロークピストン式 | ショートストロークピストン式 | ショートストロークピストン式 | ショートストロークピストン式 |
| 閉鎖機構 | ロータリーボルト式           | ロータリーボルト式           | ロータリーボルト式           | ロータリーボルト式           |
| 発射速度 | 500-600発/分                 | 500-600発/分                 | 500-600発/分                 | 500-600発/分                 |
| 装弾数   | 20発                         | 20発                         | 20発                         | 20発                         |
| 全長     | 805-885mm                    | 905-985mm                    | 914-994mm                    | 1,005-1,085mm                |
| 重量     | 4,364g                       | 4,608g                       | 4,788g                       | 4,958g                       |

## 使用国
| 国             | 組織名称 | モデル                                                                                      | 数量                                                                 | 導入年月  | 出典・参照元                      |
| -------------- | --- | ------------------------------------------------------------------------------------------- | -------------------------------------------------------------------- | --------- | --------------------------------- |
| アルバニア     | アルバニア陸軍特殊作戦大隊（Batalioni i Operacioneve Speciale （B.O.S） | HK417                                                                                       | -                                                                    | -         | [ 13 ]                            |
| オーストラリア | オーストラリア陸軍 | HK417 -16"に6x ACOG 光学照準器を搭載したものをアフガニスタン戦争にて使用                    | -                                                                    | 2010      | [ 14 ] [ 15 ] [ 13 ]              |
| ブラジル       | ブラジル連邦警察（Departamento de Polícia Federa） | HK417                                                                                       | -                                                                    | 2012      | [ 16 ]                            |
| デンマーク     | デンマーク陸軍 | HK417                                                                                       | マークスマンライフルとして使用                                       | -         | -                                 |
| フランス       | フランス軍特殊作戦部隊 （COS） | HK417/G28                                                                                   | HK417の他G28を評価試験中                                             | -         | [ 17 ] [ 18 ]                     |
| フランス       | 国家憲兵隊治安介入部隊（GIGN） | HK417                                                                                       | -                                                                    | -         | [ 19 ]                            |
| フランス       | 国家警察特別介入部隊（RAID） | HK417                                                                                       | -                                                                    | -         | [ 20 ]                            |
| ドイツ         | ドイツ連邦陸軍 | G27P/G28                                                                                    | ※G27P 60（第1次納入数）/600（2015年度発注数） ※G28 560（2014年現在） | -         | [ 21 ] [ 13 ] [ 9 ] [ 10 ] [ 11 ] |
| ドイツ         | ドイツ連邦警察局（BPOL） | DMR762                                                                                      | 評価試験中                                                           | -         | [ 18 ]                            |
| アイルランド   | アイルランド陸軍レンジャー部隊（Sciathán Fiannóglaigh an Airm, "SFA"） | HK417                                                                                       | -                                                                    | -         | [ 22 ]                            |
| アイルランド   | アイルランド治安防衛団（アイルランド警察）緊急事態対応部隊（[[:en:Garda Emergency Response Unit\|Aonad Práinnfhreagartha]]） | HK417                                                                                       | -                                                                    | -         | [ 22 ]                            |
| イタリア       | イタリア陸軍第9落下傘強襲連隊 | HK417                                                                                       | -                                                                    | -         | [ 23 ]                            |
| イタリア       | イタリア海軍潜水奇襲攻撃部隊（COMSUBIN） | HK417                                                                                       | -                                                                    | -         | [ 24 ]                            |
| イタリア       | カラビニエリ（国家治安警察隊）特殊介入部隊（GIS） | HK417                                                                                       | -                                                                    | -         | [ 24 ]                            |
| 日本           | 陸上自衛隊 | HK417                                                                                       | 評価・試験用                                                         | -         | [ 7 ]                             |
| ラトビア       | ラトビア軍 | HK417                                                                                       | -                                                                    | -         | [ 25 ]                            |
| マレーシア     | マレーシア海軍海上テロ対策特殊部隊（Pasukan Khas Laut（PASKAL） | HK417                                                                                       | 狙撃銃として使用                                                     | -         | [ 26 ] [ 13 ]                     |
| オランダ       | オランダ陸軍コマンドー軍団（Korps Commandotroepen） | HK417 -16"にSchmidt & Bender 3-12×50 照準眼鏡 及び Aimpoint CompM2 光学照準器を搭載して使用 | -                                                                    | 2011      | [ 27 ] [ 28 ] [ 13 ]              |
| ノルウェー     | ノルウェー陸軍 ノルウェー郷土防衛隊 | HK417                                                                                       | マークスマンライフルとして装備                                       | -         | [ 29 ] [ 30 ] [ 13 ]              |
| ポーランド     | ポーランド警察 対テロ部隊（Samodzielny Pododdział Antyterrorystyczny Policji（SPAP） | HK417                                                                                       | -                                                                    | -         | [ 31 ] [ 13 ]                     |
| ロシア         | ロシア連邦保安庁 | MR762                                                                                       | 狙撃銃として特殊部隊内で少数の使用が確認されている。                 | -         | [ 33 ]                            |
| スウェーデン   | スウェーデン軍 特殊作戦任務群（Särskilda operations gruppen（SOG） | -                                                                                           | -                                                                    | 2014年2月 | [ 要出典 ]                        |
| イギリス       | イギリス陸軍 SAS 狙撃班 | HK417                                                                                       | -                                                                    | -         | [ 34 ] [ 13 ]                     |
| トルコ         | トルコ国家憲兵隊 特殊部隊（SOC） | HK417/G28                                                                                   | HK417の他G28を評価試験中                                             | -         | -                                 |
| アメリカ合衆国 | アメリカ陸軍 | G28E(M110A)                                                                                 | 15（実用試験用）／3,643（調達予定数）                                | 2016年    | [ 5 ] [ 6 ]                       |
| アメリカ合衆国 | この他、アメリカ陸軍第1特殊作戦部隊デルタ分遣隊（デルタフォース）、アメリカ海軍特殊戦コマンド（Navy SEALs DEVGRU）他で使用されているとされ、アメリカ海軍/海兵隊の調達情報にはHK416と共にHK417が記載されていた例がある また、HK417DおよびMR762が幾つかの州/市警察のSWATで使用されている模様である | -                                                                                           | -                                                                    | -         | [ 35 ]                            |

## ギャラリー

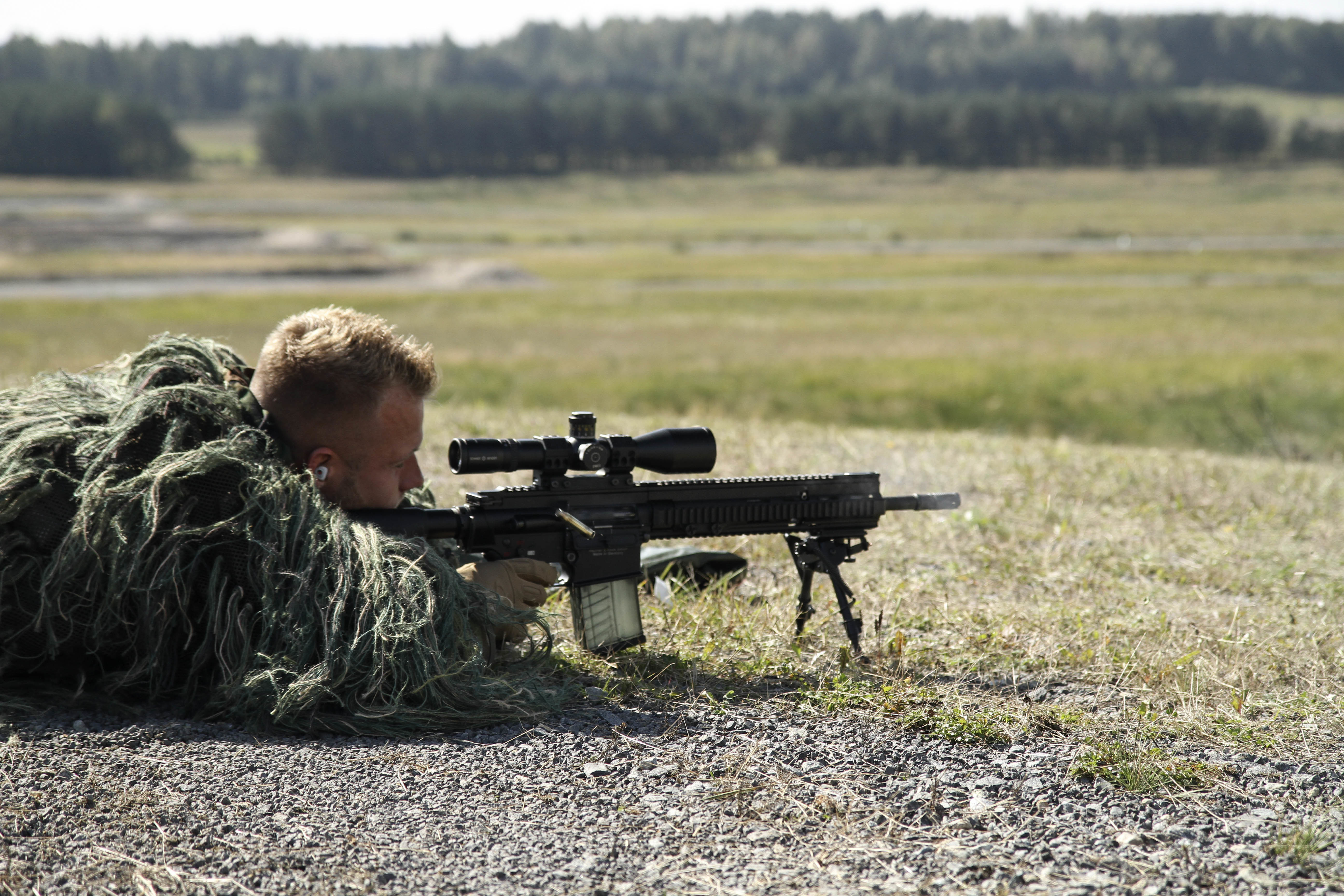
狙撃仕様のHK417を撃つオランダ海兵隊の兵士
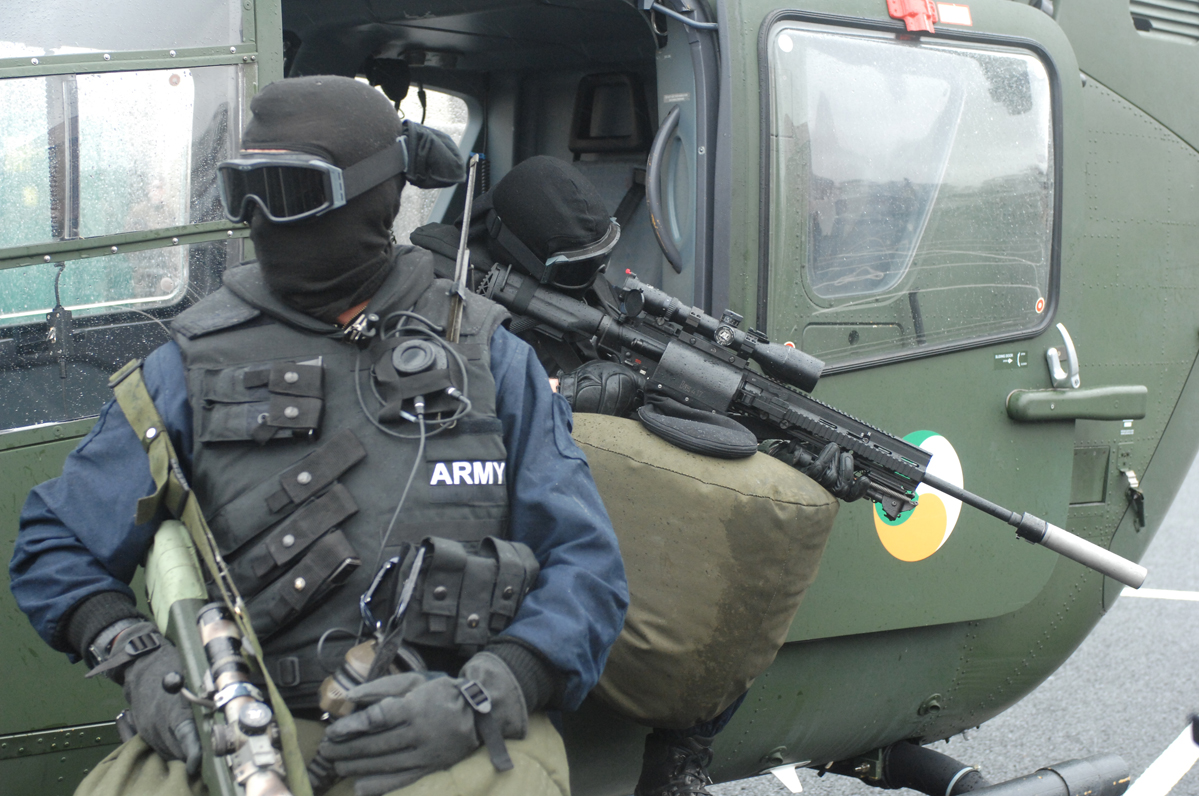
サプレッサーを装着した狙撃仕様のHK417を持つ、アイルランド陸軍レンジャー部隊の隊員
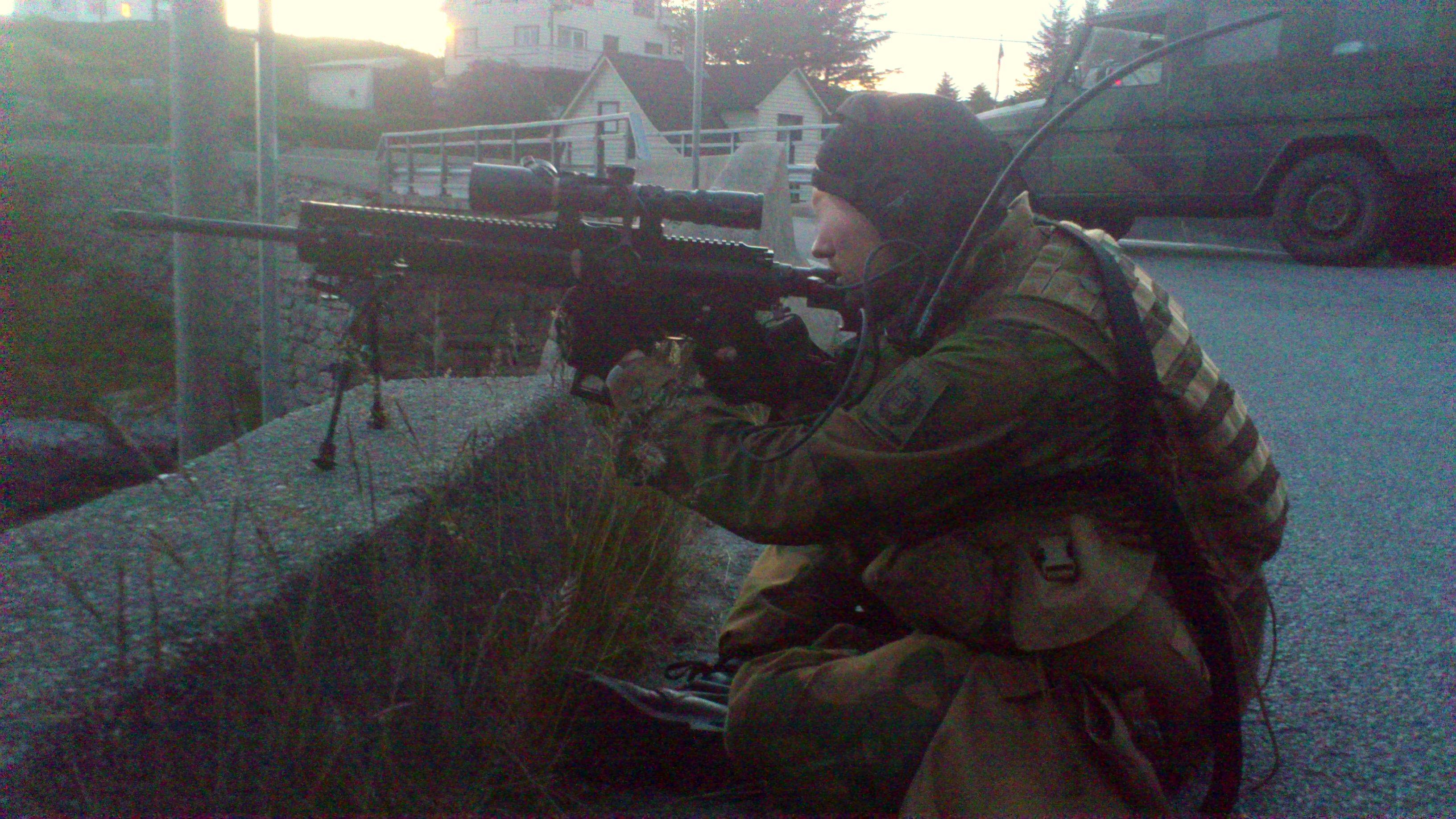
マークスマンライフル仕様のHK417を構えるノルウェー郷土防衛隊の狙撃隊員
HK417を装備している勤務中のオーストラリア軍の兵士 （2013年、アフガニスタンでの撮影）
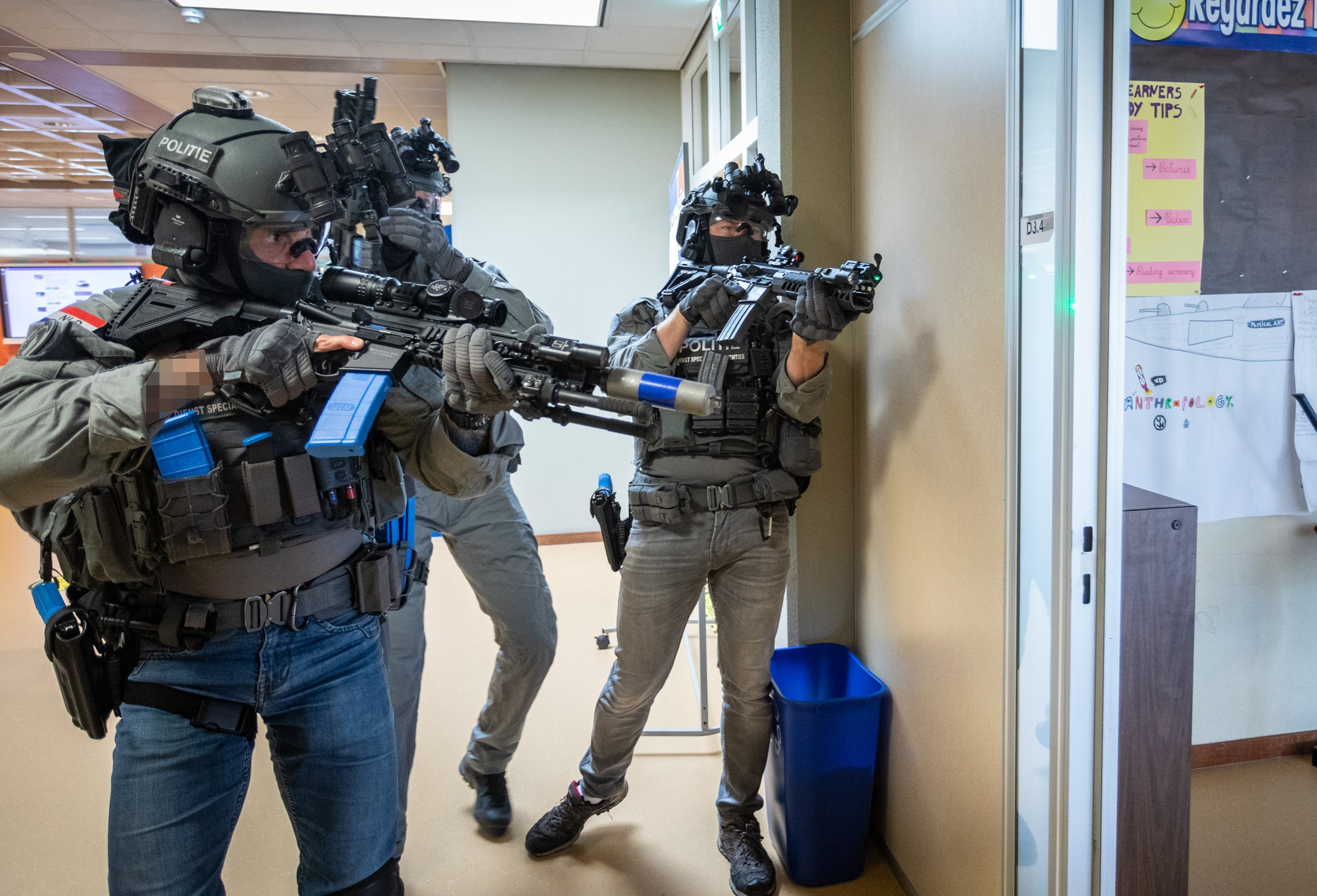
HK417(シミュニッション弾仕様)を構えて突入訓練を行うオランダ警察DSIの隊員

## 登場作品

### 映画・ドラマ
『仮面ライダーアマゾンズ』
福田耕太が使用する。
『キャプテン・フィリップス』
SEALsの狙撃チームが12インチ銃身モデルにサプレッサーを装着し、二脚と外装式暗視装置付きスコープを装着して狙撃銃仕様にしたものを使用している。
『ジュラシック・ワールド』
インジェン社のセキュリティ部門（ACU）のエージェントが使用。フォアグリップ、ドットサイトの他、カートキャッチャー（空薬莢受け）が装着されている。
『ゼロ・ダーク・サーティ』
DEVGRUの隊員が狙撃銃仕様にしたもの（上述『キャプテン・フィリップス』に登場しているものとほぼ同一仕様）を使用している。
『13時間 ベンガジの秘密の兵士』
CIA GRSのブーンとオズが使用。タンカラーに塗装され、スコープ、バイポッドが装着されている。終盤では、ナイトビジョンスコープを付けて使用される。

### アニメ
『GATE 自衛隊 彼の地にて、斯く戦えり』
特殊作戦群のアーチャーが所持。

### ゲーム
『Alliance of Valiant Arms』
スナイパーのメイン武器として登場。ユーロで販売しており、伍長5以上で購入・装備できる。HK416よりも高い火力と高い精度が特徴である。
『BLACK SQUAD』
「HNK417」の名称で登場
『Project Reality（BF2）』
ドイツ連邦軍、フランス軍、オランダ軍のマークスマンの装備として登場。 サプレッサーとLeupold VX-Rを装着している。
『スペシャルフォース2』
HK417が登場。装弾数が30に拡張されている。
『バトルフィールド3』
セミオートのスナイパーライフルとして「M417」の名称で登場。
『ウォッチドッグス』
バースト限定のアサルトライフルとして「417」の名称で登場。
『レインボーシックス シージ』
「417」の名称で登場。